# جنگل‌های نیو انگلند–اکادیان
جنگل‌های نیو انگلند-اکادیان (به انگلیسی: New England–Acadian forests) یک منطقهٔ مسکونی و جنگل در ایالات متحده آمریکا است.